# スティーブ・ボーズウィック
スティーブ・ボーズウィック（Steve Borthwick、1979年10月12日 - ）は、イングランドのラグビー指導者。現在イングランド代表のヘッドコーチ。

## プロフィール
- イングランド・カーライル出身[1]。
- 現役時代のポジションはロック(LO)。
- イングランド代表通算キャップ数は57でラグビーワールドカップ2007のイングランド代表に選ばれた[2]。
- イングランド代表の主将を務めたことがある[3]。

## 略歴
現役時代はバース・サラセンズでプレーしていた。
2012年、日本代表のスポットコーチに就任。2014年、現役引退後には日本代表FWコーチに就任。
2015年、ブリストルのFWコーチに就任。
その後イングランド代表・レスター・タイガースなどのコーチを歴任して、2022年12月にイングランド代表のヘッドコーチに就任。